# Jõgisoo (Kullamaa)
Jõgisoo – wieś w Estonii, w prowincji Lääne, w gminie Kullamaa. W 2006 roku wieś zamieszkiwały 74 osoby.